# Johan Karlsson (Fånöätten)
Johan Karlsson till Fånö (även Jon), död 20 augusti 1280 (avrättad), var en svensk storman och svenskt riksråd. Han var son till Karl Tjälfvesson till Fånö och Ingegärd Filipsdotter (Aspenäsätten). Jon Karlsson var gift med ärkebiskop Folke Johansson (Ängel)s systerdotter Ragnhild Erlandsdotter (Finstaätten).
Johan Karlsson var (liksom sina morbröder Johan Filipsson och Birger Filipsson) delaktig i folkungaupproret 1278–1280 och fängslades därför av Magnus Ladulås på Gälakvist borg i Skara, och avrättades efter räfst genom halshuggning vid Stortorget i Stockholm.

## Barn
- Folke Jonsson (Fånöätten), blev riddare något av åren 1298-1305, riksråd, död troligen 1313.